# Всемирная Лига Культуры
Всемирная Лига Культуры (англ.  World League of Culture), полное юридическое название — «Всемирная Лига Культуры и Всемирный Совет Культуры» (англ.  «World League of Culture and World Council of Culture, Inc.») — международная организация, созданная в 1931 году в США по инициативе Н. К. Рериха и Е. И. Рерих с целью продвижения культурных инициатив. Одной из задач Лиги была поддержка принятия международного Договора об охране художественных и научных учреждений и исторических памятников (Пакта Рериха) и дальнейшее продвижение идей Пакта. Фактически прекратила работу в 40-х годах 20-го века.

## История создания Лиги Культуры
В 1931 году Н. К. Рерих и Е. И. Рерих озвучили идею создания Всемирной Лиги Культуры.

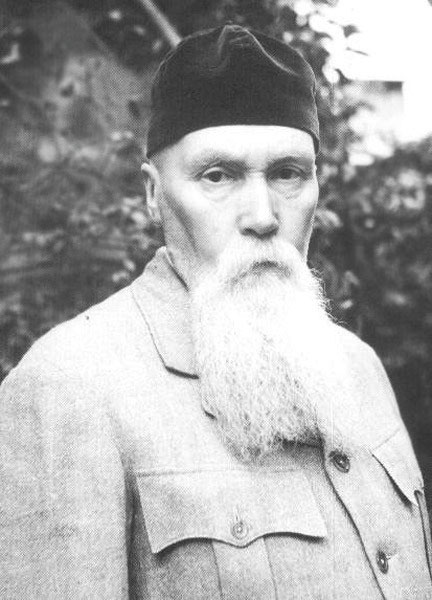
Николай Рерих
Инициатор и президент Лиги Культуры

«Да, я вижу, как в недалеком будущем будет основана Лига Культуры, в которую войдут все лучшие представители мысли, знания и творчества и где женщина скажет своё слово, и эта Лига Культуры будет собираться под Знаменем Мира. Лига Культуры сменит мертвую Лигу Наций. События в Испании еще раз наглядно показали миру, как своевременна идея Знамени Мира! Новые события идут и заставят призадуматься противников Культуры»

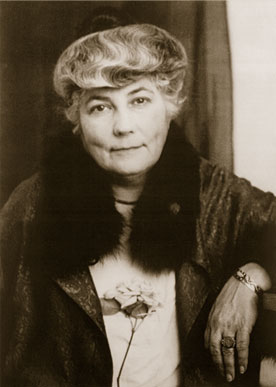
Елена Рерих
Инициатор создания Лиги Культуры

«Будущая Лига Культуры явит своё слово и утвердит равновесие мира, но, конечно, сейчас еще рано говорить о Лиге (хотя она уже незримо существует), ибо сначала нужно утвердить самое Знамя Культуры. Люди должны проникнуться значением ценностей творчества Духа и научиться почитать малейшее проявление его»
«Н. К. Рерих основывает Всемирную Лигу Культуры, всеобъемлющий сотруднический союз, где объединились бы все культурные, научные и художественные общества и учреждения каждого народа, а также и отдельные личности, работающие в пределах культурных путей, не теряя, конечно, при этом объединении своих индивидуальных целей и свободы развития».
Всемирная Лига Культуры подготавливала почву для принятия международного Договора об охране художественных и научных учреждений и исторических памятников (Пакта Рериха), который в свою очередь, был призван создать прочную правовую основу для эффективной деятельности Всемирной Лиги Культуры в странах, подписавших этот Договор.
12 января 1931 года датируется первоначальный меморандум «Всемирная Лига Культуры», подписанный Н. К. Рерихом, Е. И. Рерих, Ю. Н. Рерихом, С. Н. Рерихом, Луисом Л. Хоршем, Катрин С. Кемпбелл, Нетти С. Хорш, Еленой Зейдель (Mrs. Helen Seidel), Эстер Ента Лихтман (1892—1990), Дж. Эрл Шреком (Mr. J . Earl Schrack), З. Г. Лихтман (урождённая Шафран, во втором браке Фосдик, 1890—1983), Бертой Кунц-Бэйкер (Mrs. Bertha Kunz — Baker), M. M. Лихтманом (1887—1948), Фрэнсис Р. Грант. Эти же лица стали первыми 14 членами Совета Директоров Лиги.
23 декабря 1931 года в Нью-Йорке было выдано «Свидетельство регистрации». 30 декабря 1931 года регистрацию утвердил Верховный судья штата Нью-Йорк Эрнест Е. Л. Хаммер.
1-е Собрание Всемирной Лиги Культуры состоялось 16 июня 1932 года в Мастер-Билдинге в Нью-Йорке, в помещениях Музея Николая Рериха. На нем был оглашен фрагмент приветствия Н. К. Рериха Второй Международной конференции Пакта и Знамени Мира в Брюгге, в котором художник выразил уверенность, что бельгийская конференция «положит начало истинной Лиге Культуры».

### Знак Лиги Культуры
В качестве знака Лиги Культуры был выбран знак Знамени Мира — золотом на пурпуре, который имел тоже значение, что само Знамя Мира.

### Отделения Лиги Культуры
Лига Культуры задумывалась как широкая международная организация с собственным Советом Лиги в каждой из стран и общим Центральным Советом.
К моменту регистрации Лиги в декабре 1931 года была сформировано Американское Отделение Всемирной Лиги Культуры, сотрудники которого приняли основной правовой документ, состоящий из 7 вводных статей Устава и 10 статей Конституции. Таким образом, Американское Отделение стало первой официально работающей структурой в рамках Лиги. На момент образования Отделения оно включало более тридцати человек. Президентом отделения был избран Т. Шнейдер. Верховным президентом Лиги был избран Н. К. Рерих.
В 1932 году в Париже была образована группа Лиги Культуры под председательством П. Шабаса.
Не позднее 1933 года было создано Гималайское Отделение Лиги, в которое входили главные основатели — Н. К. Рерих, Е. И. Рерих, Ю. Н. Рерих, С. Н. Рерих, а также В. А. Шибаев (в качестве секретаря).
В 1934 году Отделение Лиги было организовано в Латвии.

## Программа и Устав Лиги Культуры
На момент регистрации Лига, на примере конституции Американского отделения Лиги, провозглашала следующие цели:
- распространение рериховской идеи «Мир через Культуру» во всех странах;
- продвижение учения Рерихов о Культуре в мире;
- охрану культурных сокровищ человечества и их каталогизацию;
- защиту общественных организаций, образовательных, научных, религиозных, художественных и других институтов, входящих в Лигу Культуры или сотрудничающих с ней;
- информирование о работе Всемирной Лиги Культуры через СМИ.

Устав Лиги включал семь пунктов:
1. Всемирная Лига Культуры есть кооперативное объединение научных, художественных, промышленных, финансовых и прочих учреждений, обществ и личностей, работающих в пределах культурных путей.
2. Организации, общества и другие коллективы вступают в Лигу на автономных началах, не теряя ни своей индивидуальности, ни наименования, но для взаимопомощи в различных сферах общения.
3. Все организации, вступившие в Лигу, посылают своего избранного представителя в Совет Лиги. Таковые Советы имеются в каждой стране и могут, в случае надобности, выделять из своего состава комиссии по специальным вопросам.
4. Председатели отделов Лиги образуют Верховный Совет, под председательством Верховного Президента. Представители отделов сносятся или через Верховного Президента, или непосредственно, препровождая копию сношения в секретариат Верховного Президента.
5. Для обсуждения вопросов общего значения могут быть созываемы общие или частичные конференции, на которые могут быть приглашаемы, по постановлению местного Совета, также учреждения и лица, не вошедшие в Лигу, но могущие оказать помощь делу Культуры своими познаниями.
6. Выступления Лиги могут быть или совершенно самостоятельны, или в сотрудничестве с одним из вошедших в Лигу учреждений. В последнем случае в объявлениях помещаются кооперативно оба действующие учреждения. Во всяком случае, Лига есть начало способствующее, но ни в коем случае не препятствующее и не стесняющее.
7. Верховный Совет Лиги или собирается по приглашению Президента, или члены его сносятся между собою (за дальностью расстояний) письменно о всех мероприятиях, во имя и на процветание Культуры, как основы человеческого прогресса.

Предполагалось, что Лига будет состоять из десяти тематических секций: мира, духовного совершенствования, науки, искусства, материнства и воспитания, ремесел и труда, кооперации и промышленности, охраны и безопасности, землеустройства и строительства, охраны здоровья.

### Послания к Лиге Культуры
Основные принципы работы Лиги были сформулированы Н. К. Рерихом в семи Посланиях Президента участникам Лиги в 1932—1933 годах.
- I Посланием явился очерк «Всемирная Лига Культуры», написанный 24 июля 1932 г. в Гималаях.
- II Послание — «Приветствия Всемирной Лиге Культуры» — было оглашено Фрэнсис Грант на II-м Собрании Лиги. Послание датировано 1 сентября 1932 г.
- III Послание «К Всемирной Лиге Культуры» написано также в Гималаях и относится к ноябрю 1932 г.
- IV Послания — «К Американской секции Всемирной Лиги Культуры! Приветствия!». Написано в Кулу 20 декабря 1932 г.
- V Послание — это статья «Град светлый», известная по книге «Твердыня пламенная» (1933 г.).
- VI Послание — это статья «Боль планеты», написанная в Гималаях 24 марта 1933 г.
- VII Послание к Лиге — это эссе «Учительство», датированное апрелем 1933 г. Институт гималайских исследований «Урусвати».

## Лига Культура сегодня
После Второй Мировой войны деятельность Лиги фактически прекратилась, но основные идеи Лиги были продолжены комитетами Пакта Рериха и Знамени Мира, которые были основаны в Италии, Бельгии, Швейцарии, Франции, Англии, Португалии, Аргентине, Бразилии, Колумбии, Уругвае, Боливии и на Кубе.
В России в целях возобновления идей Лиги в 1996 г. по инициативе Международного Центра Рерихов была создана общественная организация «Международная Лига Защиты Культуры» (МЛЗК). У истоков возрождающейся Лиги Культуры стояли академики РАН Д. С. Лихачёв,  академик Б. В. Раушенбах, академик А. Л. Яншин, скульптор М. К. Аникушин, драматург В. С. Розов, народная артистка Т. Ф. Макарова, писатель Д. А. Гранин, академик РАЕН  С. П. Капица, летчик-космонавт Г. М. Гречко, инициатор проведения Дельфийских игр в разных странах мира Кристиан Кирш и многие другие. МЛЗК имеет более 30 отделений и структурных подразделений в разных городах России и за рубежом. Первым Почетным Президентом Лиги был академик РАН Б. В. Раушенбах. В настоящее время во главе МЛЗК стоит Герой Советского Союза, летчик-космонавт В. М. Афанасьев.
Основываясь на документах Лиги, можно выделить семь тезисов о возможной роли и месте Всемирной Лиги Культуры в современном мире:
1. В сфере мирового развития. Лига как координирующий и стратегический орган планирования развития и движения человеческого сообщества по пути Культуры — Этики — Творчества, предполагающему бережное отношение людей к природному и культурному достоянию мира.
2. В сфере глобальной политики. Лига как уравновешивающее начало и организационная основа стабильного мира.
3. В социально-экономической сфере. На смену так называемой экологической экспертизе общественно-значимых проектов должна прийти более глубокая системная экспертиза под эгидой Отделений Лиги, включающая в себя экологический, культурологический и другие не менее важные аспекты.
4. В сфере творчества. Поощрение Лигой научного, художественного и иного общественно-значимого творчества через скоординированную систему специально образованных общественных институтов поддержки науки, образования, искусства и культуры в широком смысле.
5. В сфере культурного и гражданского строительства. Активизация общественных сил для решения насущных задач, стоящих перед обществом. Расширение пространства общественной инициативы на путях Культуры, что, в частности, приведёт и к росту занятости населения в общественно-значимом труде.
6. В сфере этнокультурных связей. Гармонизация и взаимообогащение культурных традиций различных народов и этнических групп на основе систематических межкультурных обменов.
7. В сфере идеологии. Повышение роли морально-нравственных факторов и этики в сознании, жизни и деятельности людей, в отношениях между государствами, культурами, религиями, в человеческом общении.